# Nesara
Nesara är ett släkte av fjärilar. Nesara ingår i familjen ädelspinnare.

## Dottertaxa tillNesara, i alfabetisk ordning[1]
- Nesara albida
- Nesara apicalis
- Nesara caramina
- Nesara casada
- Nesara dacasa
- Nesara dalceroides
- Nesara drucei
- Nesara duala
- Nesara filamentosa
- Nesara francesca
- Nesara fuliginosa
- Nesara fumata
- Nesara fumicosta
- Nesara gorgas
- Nesara lasthenia
- Nesara lauda
- Nesara laurina
- Nesara laxta
- Nesara lemoulti
- Nesara macerra
- Nesara majorina
- Nesara mita
- Nesara niveipunctata
- Nesara ocruma
- Nesara oroyana
- Nesara pallida
- Nesara parva
- Nesara patara
- Nesara plagiata
- Nesara plicistriga
- Nesara poecila
- Nesara quindiensis
- Nesara robustior
- Nesara tremula
- Nesara turpis